# Лобов, Михаил Борисович
Михаи́л Бори́сович Лобов (род. 1 февраля 1971, Челябинск) — российский юрист, судья Конституционного суда Российской Федерации (с 25 сентября 2023 года). Последний судья Европейского суда по правам человека (ЕСПЧ) от Российской Федерации на момент её выхода из Совета Европы, исполнял обязанности с января по сентябрь 2022 года.

## Биография
Родился 1 февраля 1971 года в Челябинске.
В конце 1980-х годов поступил в МГИМО. В 1991—1992 годах проходил стажировку на дипломатической службе в посольстве Российской Федерации в Яунде, Камерун.
В 1992 году окончил международно-правовой факультет МГИМО.
В 1995 году защитил диплом магистра на юридическом факультете Страсбургского университета, получил магистерскую степень (D.E.A.) по международному праву.
В 1995—1997 годах — доцент конституционного права на юридическом факультете Страсбургского университета.
С 1997 года работал в аппарате Совета Европы в Страсбурге. Карьеру начинал советником по правовым вопросам в департаменте исполнения постановлений Европейского суда по правам человека.
В 1997—2003 годах — сотрудник по правовым вопросам в департаменте по исполнению решений Европейского суда по правам человека, Совет Европы.
В 2004 году защитил диплом магистра права в Колумбийском университете в Нью-Йорке.
В 2004—2006 годах — начальник отдела департамента по исполнению решений Европейского суда по правам человека, Совет Европы.
В 2007—2014 годах — юрист и руководитель юридического отдела секретариата Европейского суда по правам человека.
В 2014 году возглавил департамент политики и сотрудничества в области прав человека в Генеральном директорате прав человека и верховенства права Совета Европы. Занимал должность до конца 2021 года.
В 2021 году истекали полномочия судьи Дмитрия Дедова и в связи с этим в июне 2021 года РФ подала в ПАСЕ три кандидатуры: Михаила Лобова, доцента кафедры коммерческого права СПбГУ Андрея Бушева и судьи Судебной коллегии по экономическим спорам Верховного суда РФ Натальи Павловой. В сентябре 2021 года профильный комитет Парламентской ассамблеи Совета Европы (ПАСЕ) рекомендовал Лобова на замещение должности судьи ЕСПЧ от РФ как наиболее квалифицированного кандидата. 28 сентября Лобов получил абсолютное большинство голосов и был избран судьёй на 9 лет.
2 января 2022 года Лобов вступил в должность, а 10 января торжественно принял присягу. Церемония состоялась во Дворце прав человека в Страсбурге.
17 марта 2022 года Европейский суд по правам человека решил приостановить деятельность судьи Михаила Лобова в связи с выходом России из Совета Европы. 16 сентября 2022 года ЕСПЧ упразднил должность судьи от России.
25 сентября 2023 года по представлению Президента РФ назначен Советом Федерации на должность судьи Конституционного суда Российской Федерации.
2 июля 2025 года в диссертационном совете МГИМО защитил диссертацию на соискание учёной степени кандидата юридических наук на тему ««Денонсация международных договоров: правовые последствия» (научный руководитель — к.ю.н., доцент, доцент кафедры интеграционного права и прав человека Е. А. Торкунова).

## Квалификационный класс
Высший квалификационный класс (18 декабря 2023 года).